# (96348) Toshiyukimariko
(96348) Toshiyukimariko est un astéroïde de la ceinture principale.

## Description
(96348) Toshiyukimariko est un astéroïde de la ceinture principale. Il fut découvert le 7 octobre 1997 à Nanyo par Tomimaru Okuni. Il présente une orbite caractérisée par un demi-grand axe de 2,17 UA, une excentricité de 0,17 et une inclinaison de 0,9° par rapport à l'écliptique.

## Compléments